# Sempre, Sempre Mais
Sempre, Sempre Mais é o primeiro álbum de estúdio da cantora e atriz Lucinha Lins lançado no ano de 1982 pelo selo Philips Records.
É um álbum de estreia apesar do lançamento, em 1974, do compacto simples "Esse Pássaro Chamado Tempo" com chancela da RCA Victor.

## Faixas
Lado A
1. Virou Vicio (Abertura)
2. Se Uma Estrela Aparecer
3. Espelho De Camarim
4. A Cidade Dos Artistas
5. A Hora Do Touro
6. Mudança Dos Ventos

Lado B
1. Sempre, Sempre Mais
2. Surpresa
3. Assobiando E Chupando Cana
4. Purpurina
5. Enquanto Eu Brilhar